# Damien Duff
Damien Anthony Duff (ur. 2 marca 1979 w Ballyboden, na przedmieściach Dublina) – irlandzki piłkarz grający na pozycji pomocnika.

## Kariera
Duff karierę rozpoczynał w zespole Leicester Celtic. Następnie grał w St. Kevin's Boys oraz Lourdes Celtic, skąd trafił do Blackburn Rovers, z którym w wieku siedemnastu lat podpisał zawodowy kontrakt.
Zadebiutował tam 11 maja 1997 roku w przegranym meczu 2:4 z Leicester City na Ewood Park. Duff zagrał wtedy cały mecz. W czasie pobytu w Blackburn w sezonie 2000/2001 pomógł klubowi wrócić po dwóch latach przerwy do Premiership, a rok później przyczynił się do zdobycia przez klub Pucharu Ligi Angielskiej. W finale Blackburn pokonało Tottenham Hotspur 2:1. W sezonie 2002/2003 Blackburn grało w Pucharze UEFA, ale odpadło po przegranym dwumeczu z Celticiem (0:1 i 0:2). Po tym sezonie, 21 lipca 2003 Duff przeszedł do Chelsea F.C. za 17 milinów funtów. W Blackburn w ciągu 7 sezonów rozegrał 224 mecze i strzelił 35 goli.
W Chelsea zadebiutował w wyjazdowym meczu eliminacji Ligi Mistrzów z MŠK Žilina rozegranym 13 sierpnia. W meczu tym zagrał 69 minut, po czym zastąpił go Joe Cole. W pierwszym sezonie Duff wraz z Chelsea zajął drugie miejsce w Premiership. W kolejnym klub ze Stamford Bridge został mistrzem kraju oraz zdobył Puchar Ligi Angielskiej, gdzie w finale po dogrywce pokonał Liverpool 3:2. W 2005 roku Chelsea wygrała w meczu o Tarczę Wspólnoty pokonując Arsenal 2:1. W sezonie 2005/2006 jego klub obronił tytuł mistrza Anglii.
22 lipca 2006 roku Damien Duff trafił za 5 milionów funtów do Newcastle United. W Chelsea rozegrał 125 meczów, w których zdobył 19 bramek. Debiut dla klubu z St. James’s Park zaliczył 10 sierpnia w wygranym meczu eliminacji do Pucharu UEFA przeciwko łotewskiemu FK Ventspils. Duff występuje w Newcastle z numerem jedenastym na koszulce. W sezonie 2008/2009 przez Duff'a Newcastle United spadło po szesnastu latach grania w Premier League, do Championship. W decydującym meczu sezonu przeciwko Aston Villi po strzale kapitana Villi zmienił tor lotu piłki tak że Harper nie miał szans na obronę tego strzału. Gdyby nie padła ta bramka Newcastle utrzymało by się w Premier League. Parę dni po degradacji Newcastle ogłosił, że chce zostać i pomóc w powrocie do Premier League. Mimo to w sierpniu przeszedł do Fulham. W nowym klubie zadebiutował 23 sierpnia w meczu z Chelsea.
10 czerwca 2014 podpisał roczny kontrakt z występującym w A-League zespołem Melbourne City.
14 lipca 2015 po kilkunastoletnich wojażach po Europie wrócił do ojczyzny i podpisał półtoraroczną umowę z najbardziej utytułowaną drużyną w Irlandii - Shamrock Rovers F.C. Wynagrodzenie z kontraktu w części będzie przeznaczał na cele charytatywne.

## Reprezentacja
Duff zaliczył 100 meczów w reprezentacji Irlandii. Strzelił też dla niej 8 goli. Był uczestnikiem Mistrzostw Świata w Korei i Japonii w 2002 roku, gdzie wraz z kolegami z kadry doszedł do drugiej rundy gdzie po karnych odpadli z Hiszpanami. Duff uczestniczył także w 1997 i 1999 roku w Mistrzostwach Świata do lat 20. W 1997 roku Irlandia zajęła trzecie miejsce. W 2012 roku po nieudanym Euro 2012 zakończył karierę reprezentacyjną.